# Lexmark
Lexmark International, Inc. er en amerikansk producent af laserprintere og billedeprodukter Virksomhedens hovedkvarter er i Lexington, Kentucky. Siden 2016 har den været ejet af et konsortium af tre kinesiske virksomheder: Apex Technology, PAG Asia Capital og Legend Capital.